# Instituto de Geociências e Ciências Exatas da Universidade Estadual Paulista
O Instituto de Geociências e Ciências Exatas (IGCE) é uma das unidades de ensino, pesquisa e extensão da Universidade Estadual Paulista. Está localizado no campus da Unesp Rio Claro, que possui uma área de 1.155.147 metros quadrados, a qual divide-se entre bosques, prédios dos departamentos e dos centros.
Atualmente oferece seis cursos de graduação, são eles: Ciências da Computação, Engenharia Ambiental, Física, Geografia, Geologia e Matemática. Na pós-graduação, oferece sete programas: Geografia, Geociências e Meio Ambiente, Educação Matemática, Física, Matemática em Rede Nacional, Matemática e Ciências da Computação.
A fundação do IGCE se deu em 30 de janeiro de 1976, a partir da Lei nº 952, que criou a Unesp. Com a criação da mais nova universidade, a antiga Faculdade de Filosofia, Ciências e Letras de Rio Claro foi a ela incorporada e deu lugar a dois novos institutos, o Instituto de Biociências e o Instituto de Geociências e Ciências Exatas.

## História
A interiorização dos cursos de nível universitário-estadual, público e gratuito no Estado de São Paulo passou a ser solicitada pelas comunidades interioranas a partir da Segunda Guerra Mundial, mas só vai consolidar-se nos anos 1950.
Entre 1957 e 1959, foram criadas e instaladas as Faculdades de Filosofia, Ciências e Letras de Rio Claro, Assis, Araraquara e Presidente Prudente. Em 27 de fevereiro de 1958, foi nomeado o Prof. Dr. João Dias da Silveira para exercer a função de diretor da Faculdade de Filosofia, Ciências e Letras de Rio Claro.
A faculdade foi oficialmente inaugurada em 27 de setembro de 1958, com os cursos de História Natural, Geografia, Pedagogia e Matemática e aprovados pelo MEC, através do decreto n.º 45.269, de 20 de janeiro de 1959. Assim, o curso de Geografia de Rio Claro iniciou as suas atividades totalmente nas normas estabelecidas pela legislação federal em 16 de março de 1959.
A criação do curso de Geografia das Faculdades de Filosofia, Ciências e Letras de Rio Claro deu início às primeiras cadeiras com os seus professores titulares e seus respectivos assistentes.
Logo no início da década de 1960, fundou-se em Rio Claro um “núcleo municipal” da Associação dos Geógrafos Brasileiros, subordinado à Seção Regional de São Paulo. Esse “núcleo municipal”, por longo tempo o único do estado, foi o canal através do qual o trabalho desenvolvido no Departamento de Geografia de Rio Claro passava a ser difundido em primeira mão entre os geógrafos do Brasil e, por extensão, nos meios científicos do país.
O ensino e a pesquisa, desde esta época, sempre caminharam juntos no curso de Geografia. Com a criação da Universidade de Campinas (Unicamp), a Faculdade de Filosofia, Ciências e Letras de Rio Claro passou a integrar aquela Universidade por um curto período de 1967 a 1968, quando a faculdade desligou-se da Unicamp e passou a ser novamente Instituto Isolado do Ensino Superior, até a instalação da Unesp em 1976. As primeiras teses de doutorado da geografia de Rio Claro, entre 1967 e 1968, foram defendidas quando a Faculdade era incorporada pela Unicamp.

## Departamentos
- Física
- Geografia e Planejamento Ambiental
- Geologia
- Matemática
- Estatística, Matemática Aplicada e Computação

## Cursos de Graduação

### Ciência da Computação (Bacharelado)
No início dos anos 80, um grupo de professores do Departamento de Matemática e Estatística, do Instituto de Geociências e Ciências Exatas, apresentou uma proposta para criação de um curso de Computação no Campus de Rio Claro com ênfase em Robótica. Embora não tenha sido aprovada, o ideal da criação do curso se manteve.
Em 1985, o departamento de Matemática e Estatística foi desmembrado em dois departamentos: Departamento de Matemática e Departamento de Estatística, Matemática Aplicada e Computacional.
Os docentes do Departamento de Estatística, Matemática Aplicada e Computacional reformularam a proposta inicial de recriação do curso de Computação, tornando-a mais abrangente, não se restringindo a nenhuma área específica da Computação. Essa proposta elaborada em 1987 foi aprovada pelos órgãos competentes da Universidade. As atividades do curso iniciaram-se em 1989.
A partir da aprovação do curso, houve um empenho do Departamento e do Instituto em contratar docentes nas diversas áreas, e adquirir equipamentos para os laboratórios de apoio às atividades de ensino e pesquisa.
Desde o início das atividades, houve uma preocupação constante com a formação de profissionais que atendessem às necessidades do mercado de trabalho. Como a informática é uma área bastante dinâmica, com rápidos avanços tecnológicos e científicos, fazem-se necessárias revisões curriculares periódicas.
Em 1990, o curso sofreu uma reformulação que visou adequá-lo àquele momento. Atualmente, estão sendo sugeridas alterações curriculares. Essas alterações objetivam a adequação de conteúdo em algumas subáreas e a melhor distribuição das disciplinas nos vários períodos do curso, não alterando o perfil do profissional proposto inicialmente.

### Matemática (Bacharel e Licenciatura)
O curso de Matemática de Rio Claro foi implantado em 1959 na antiga Faculdade de Filosofia, Ciências e Letras, por um grupo de professores altamente qualificados, advindos da Universidade de São Paulo (USP) e do Instituto Tecnológico de Aeronáutica (ITA). Desde então, veio conquistando prestígio e tradição. É responsável pela formação de vários professores e pesquisadores que atuam no Estado de São Paulo e em outros Estados do Brasil.
Atualmente, todos os seus professores possuem, no mínimo, o título de doutor e, nos cursos de Graduação e de Pós-Graduação da Unidade, sempre bem avaliados, partilham seus conhecimentos com os discentes, por meio da docência, da pesquisa e das atividades de orientação desenvolvidas em vários níveis.
O curso tem duração de 04 (quatro) anos e um elenco de disciplinas semestrais, com uma parte comum à licenciatura e ao bacharelado. Na inscrição para o vestibular o candidato não tem necessidade de optar por uma dessas modalidades, pois o curso inicia-se com disciplinas comuns a ambas e, principalmente a partir do terceiro ano pode optar por cursar disciplinas de uma delas. Não há necessidade de fazer uma opção formal por uma das modalidades, pois concluídas as disciplinas exigidas em uma delas, recebe o título correspondente. A obtenção da segunda modalidade é possível com a complementação de disciplinas.
O currículo do curso é amplo e flexível, possibilitando aos alunos o conhecimento nas principais áreas da Matemática contemporânea (Álgebra, Geometria e Análise) tanto para bacharelandos como para licenciandos. Para o bacharelado, aprofundam-se os conhecimentos nessas áreas em disciplinas específicas. Para licenciados propicia-se o conhecimento de metodologias de ensino da Matemática, bem como o senso de cooperação esperado do profissional que leciona, também por disciplinas específicas.

### Outros cursos
- Bacharelado em Engenharia Ambiental (Integral);
- Bacharelado e Licenciatura em Física (Integral);
- Bacharelado e Licenciatura em Geografia (Integral e Noturno);
- Bacharelado em Geologia (Integral).

## Cursos de Pós-Graduação
- Geografia;
- Geociências e Meio Ambiente;
- Educação Matemática;
- Física;
- Matemática em Rede Nacional;
- Matemática;
- Ciências da Computação - Programa Multicâmpus.